# Ligne de Nice à Digne
Pour un article plus général, voir Chemins de fer de Provence.
La ligne de Nice à Digne est une ligne ferroviaire française à voie métrique reliant Nice (Alpes-Maritimes) à Digne-les-Bains (Alpes-de-Haute-Provence).
Elle est exploitée, depuis le 1er janvier 2014, par la Régie régionale des transports de Provence-Alpes-Côte d'Azur (RRT).
Elle est la seule ligne encore existante de l'ancien réseau de la Compagnie des chemins de fer du Sud de la France, devenu la propriété, de 1925 à 1933, de la « société des chemins de fer de Provence ». Cette ligne est aussi connue sous le nom de « train des Pignes », tout comme la ligne Central-Var (de Nice à Meyrargues), aujourd'hui disparue.
Jusque dans les années 1980, la ligne de Saint-Auban à Digne, à voie normale, permettait le raccordement au réseau national. De Nice on pouvait alors, moyennant un changement de train à Digne, atteindre Grenoble et Genève par voie ferrée à travers les Alpes. Cette liaison s'appelait Alpazur et les autorails du train des Pignes arboraient « Nice - Genève ».

## Histoire

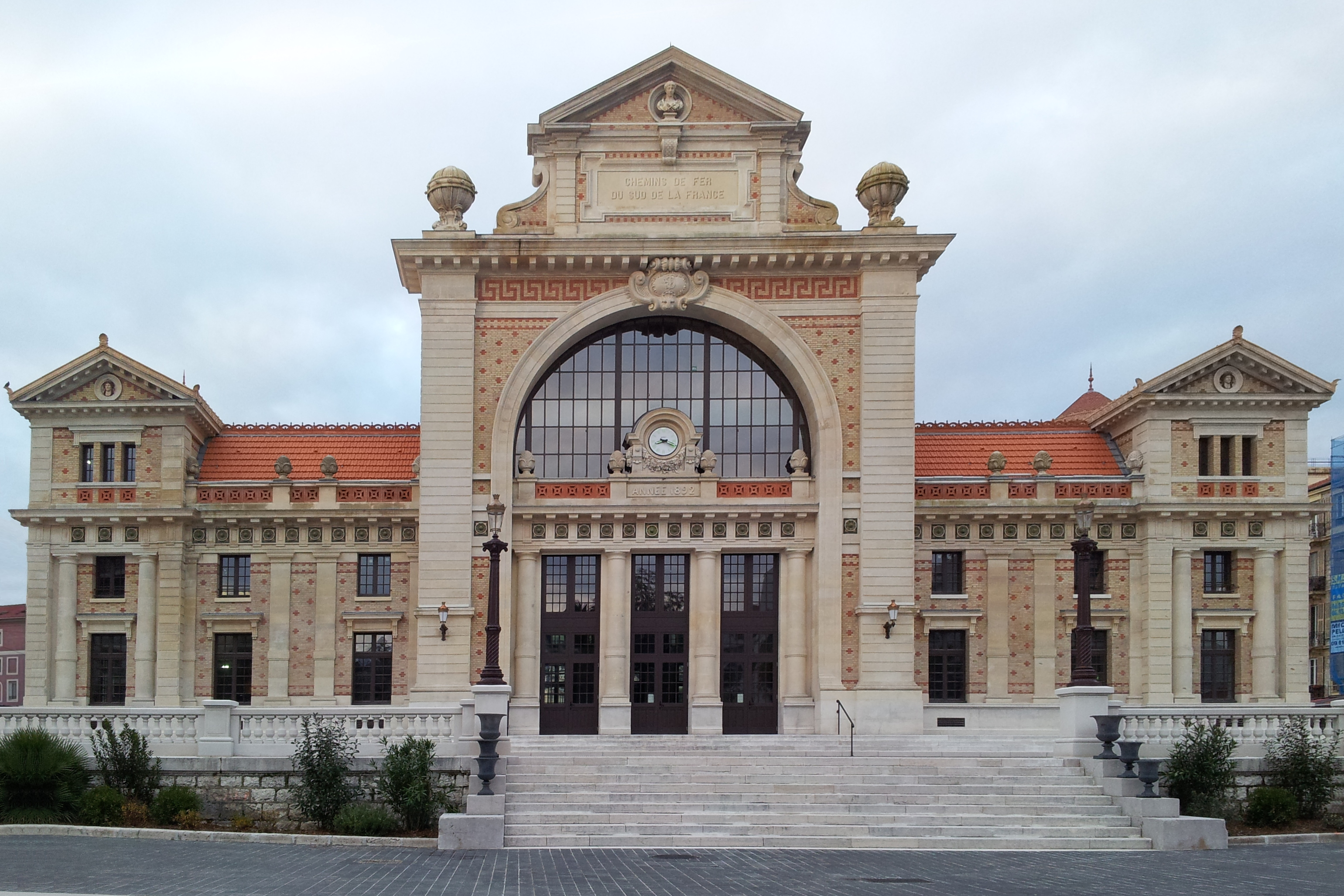
Ancienne Gare du Sud (CP), rénovée en 2014 et désormais bibliothèque Raoul Mille.

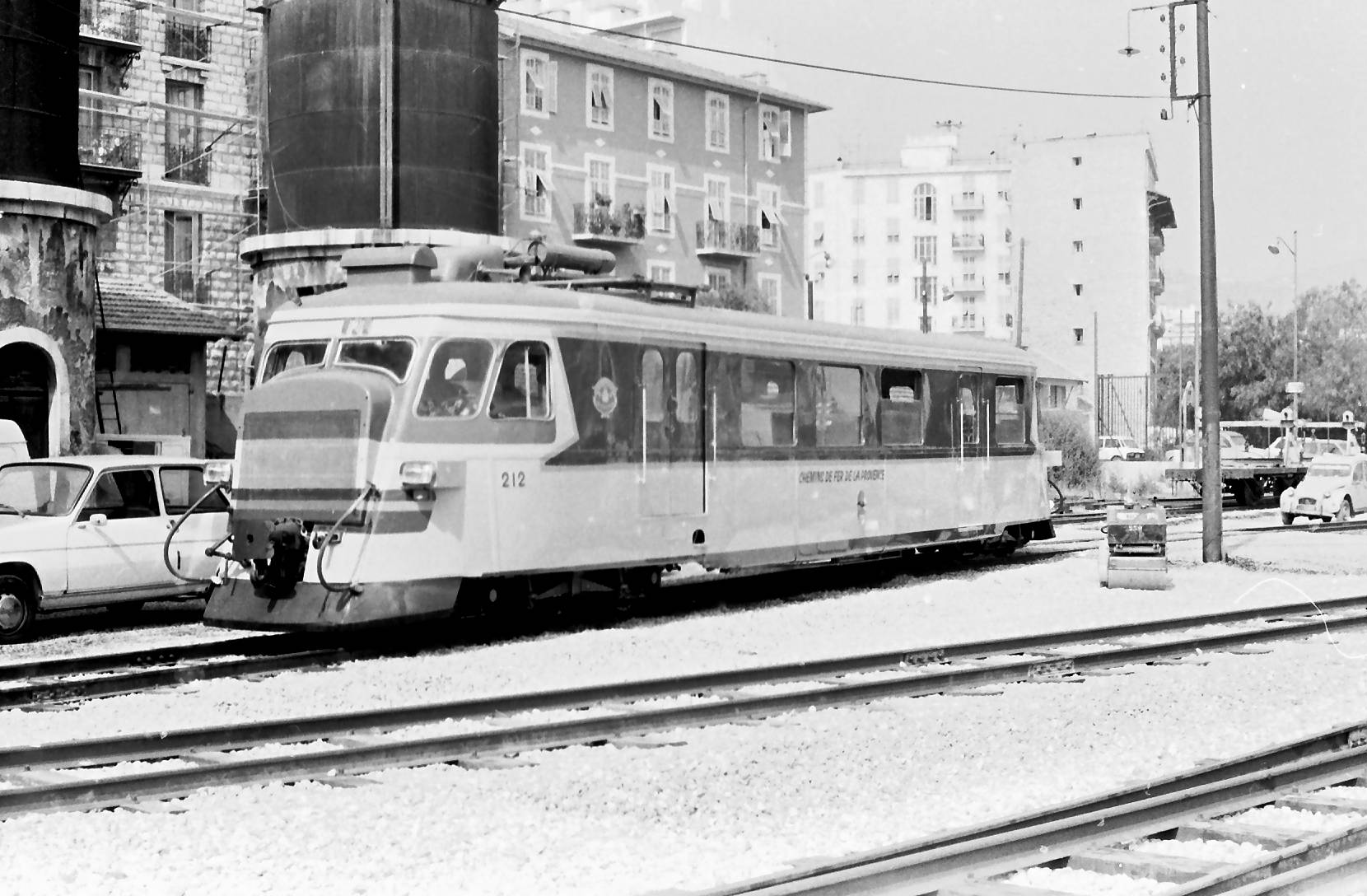
Autorail Billard No 212 de 1938 (à la Gare du Sud de Nice en 1983).

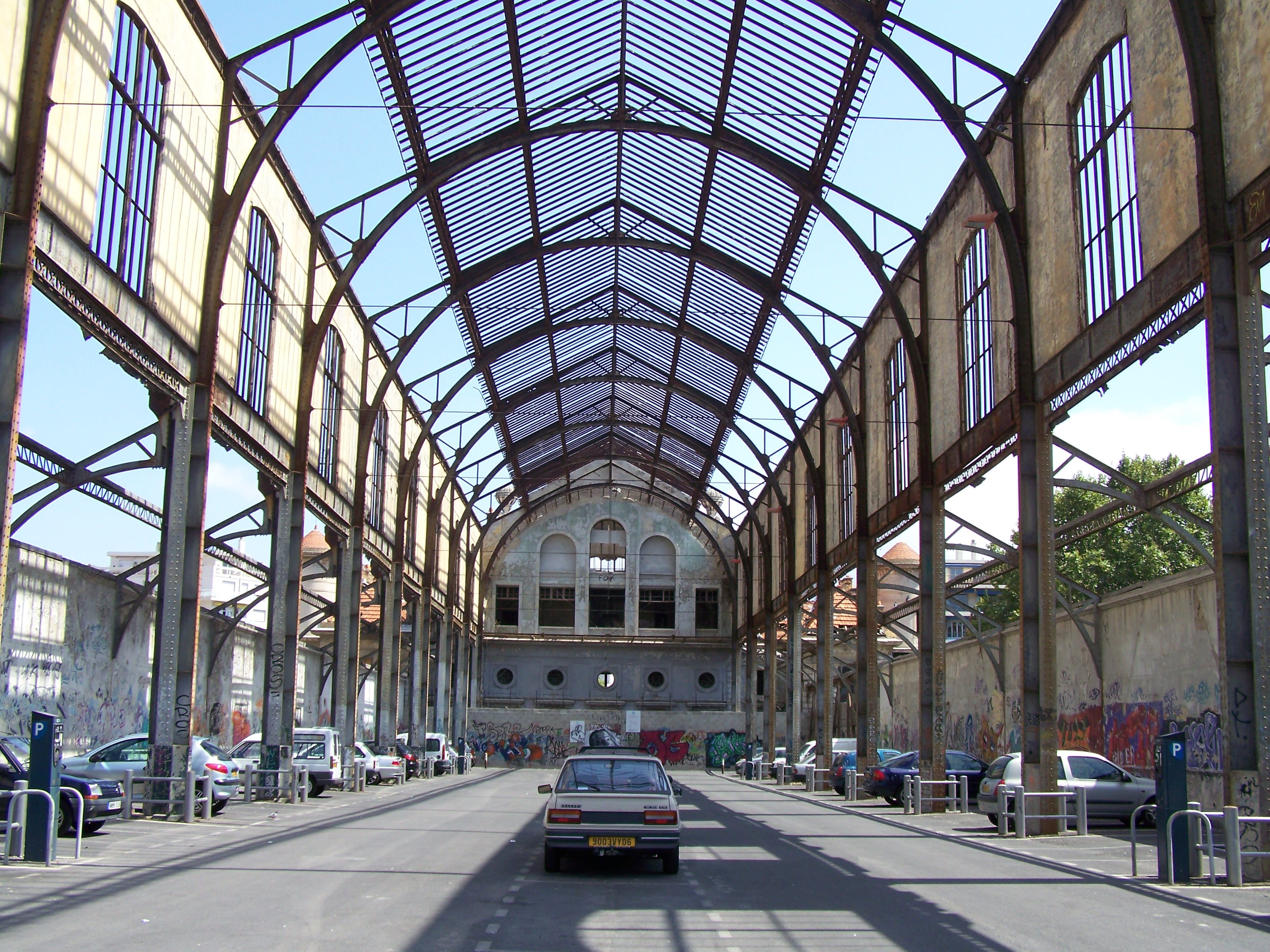
Structure de l'ancienne gare de Nice, avant sa rénovation.

### Genèse
Traditionnellement préoccupés de développer les voies de communication avec l'arrière-pays alpin, les notables niçois voient dans le chemin de fer un moyen de réaliser cet objectif, en remontant jusqu'à Grenoble. Ainsi, dès 1845 on entreprend la construction d'une voie ferrée de 23 kilomètres sur la nouvelle digue créée sur la rive gauche du Var, réservée d'abord aux marchandises, puis ouverte ensuite au transport de voyageurs.
En 1861 : l’ingénieur dignois Alphonse Beau de Rochas, inventeur du moteur à quatre temps, imagine de relier Nice (annexée à la France en 1860) à Grenoble en passant par la vallée du Var, celles du Verdon, des Asses et de la Bléone, puis celle de la Durance vers Gap, tout en délaissant Digne-les-Bains.
La loi du 17 juillet 1879 portant classement de 181 lignes de chemin de fer dans le réseau des chemins de fer d’intérêt général retient en no 137 une ligne de « Digne à Draguignan par ou près Castellane » et en no 141 une ligne de « Nice à Puget-Théniers ».
Cependant les volontés politiques de l'époque envisagent un tracé par Digne en 1881, la section de ligne Digne-Castellane est déclarée d'utilité publique et les travaux préliminaires commencent. Le tracé est avalisé par les militaires l'année suivante lorsque le fort du Barbonnet serait achevé.
La section de Digne à Saint-André est concédée à titre définitif à la Compagnie des chemins de fer de Paris à Lyon et à la Méditerranée (PLM) par une convention signée entre le Ministre des travaux publics et la compagnie le 26 mai 1883. Cette convention est approuvée par une loi le 20 novembre suivant.
Le choix de la voie métrique, moins coûteux, n'intéresse pas la Compagnie des chemins de fer de Paris à Lyon et à la Méditerranée. La Compagnie  renonce donc à la concession par une convention signée avec le Ministre des travaux publics le 6 mars 1885. Cette convention est approuvée par une loi le 2 août 1886. Les lignes de « Digne à Draguignan par Castellane et Saint-André » et de « Saint-André à Nice » sont concédées à titre éventuel, à la Société marseillaise de crédit industriel et commercial et de dépôt par une convention signée le 23 juillet 1885 entre le ministre des travaux publics et la société. Cette convention est approuvée par une loi le 17 août 1885. Dans les trois mois suivant la promulgation de la loi, la Société marseillaise de crédit industriel et commercial et de dépôt constitue la Compagnie des chemins de fer du Sud de la France (SF) qui se substitue à elle pour la concession du réseau.
La situation étant particulièrement tendue entre la France et l’Italie, les militaires exigèrent que le tronçon entre Nice et Saint-Martin-du-Var puisse accepter le passage de trains à écartement standard. On adopta alors un curieux système à 4 files de rails, permettant ainsi de faire circuler sur la même voie des trains à écartement normal et des trains à écartement métrique. Par conséquent, la convention de concession est mise à jour le 21 mai 1889, et le gabarit de la ligne sera élargi pour permettre le passage d'engins militaires, ce qui porte son gabarit à 4,50 m. Cette modification est approuvée par une loi le 29 juillet 1889. Cette même loi déclare d'utilité publique et concède à titre définitif à la compagnie le tronçon de Nice à Saint-André.
Toutefois, la Compagnie des chemins de fer du Sud de la France renonce à financer la construction du tronçon entre Puget-Théniers et Saint-André-les-Alpes. Par une convention signée entre la compagnie et l'État le 1er décembre 1894, ce dernier accepte de prendre en charge cette construction. La convention est approuvée par une loi le 26 juillet 1895. Cette même convention prévoit une modification technique, sur le tronçon à écartement standard (1,435 m) entre Saint-Martin-du-Var et Nice, avec l'installation d'un seul rail supplémentaire à la voie métrique, au lieu de deux (l'un des trois rails étant donc commun aux deux écartements).
Une convention signée entre le Ministre des travaux publics et la Compagnie des chemins de fer du Sud de la France le 23 mars 1906 prévoit la réalisation par cette dernière de la pose de la voie de la section de Puget-Théniers à Saint-André-les-Alpes. Cette convention est approuvée par une loi le 29 décembre 1906.

### Construction
Cinq années après la concession, les travaux commencent afin d'ouvrir le premier tronçon de 13 km, entre Digne-les-Bains et Mézel, le 14 août 1891.
En 1892, les tronçons Nice-Colomars (13 km), Colomars-Puget-Théniers (45 km) et Saint-André-de-Méouilles (aujourd'hui Saint-André-les-Alpes) - Mézel (31 km) sont mis en service.
Entre 1892 et 1907, divers scandales à propos de la fiabilité de l'entreprise mettent en péril les finances de la compagnie et ralentissent fortement l'avancement des travaux.
Pourtant en 1907, le tronçon (12 km) entre Puget-Théniers et Pont-de-Gueydan (Saint-Benoît) est ouvert puis l'année suivante, le tronçon Pont-de-Gueydan - Annot (8 km).
Le profil intégral est finalisé le 24 juin 1911, et permet à la compagnie de réceptionner le dernier tronçon de la ligne. L'ouverture au service commercial d'une première portion entre Annot et Saint-André est faite le 3 juillet 1911. Le ministre des Travaux Publics, Victor Augagneur, est présent le 6 août 1911 pour l'inauguration de la dernière portion construite, entre Saint-André et Annot.

### Exploitation commerciale depuis 1911
Les conditions d'exploitation dans l’arrière-pays méditerranéen montagnard sont difficiles : la voie est emportée trois fois par les crues des torrents qu’elle longe, en 1906, 1911 et 1914.

#### La Compagnie des Chemins de fer de la Provence
Les difficultés financières de la Compagnie du Sud France amènent l'État et la compagnie à rédiger une nouvelle convention. Cette nouvelle convention est signée en 1925 et nécessite un changement de raison sociale de la compagnie qui devient Compagnie des Chemins de fer de la Provence.
Entre 1926 et 1933, le trafic s'effondre de 60 %. Le 15 juillet 1933, le train connaît son premier arrêt d'exploitation et la ligne est mise sous séquestre à cause de la défaillance du concessionnaire. Dans un souci de relance, l’État investit dans des autorails Renault. Ils sont mis en service sur la ligne Nice-Digne en 1935 et permettent une liaison plus rapide en 3 h 30.
En 1943, un nouveau record de fréquentation est enregistré avec 1 014 327 passagers transportés.

#### Régie d'État
À partir de 1952, l'exploitation de la ligne est en régie directe de l’État. La première menace sur la survie de la ligne est annoncée dès 1959, mais les élus locaux se mobilisent en sa faveur.

#### Le Syndicat Mixte Méditerranée-Alpes (SYMA)
En 1967, l'État se désengage du train au profit syndicat mixte Méditerranée-Alpes (Syma), créé en 1968 et regroupant cinq collectivités locales. Le transfert de responsabilité n’est effectif que le 19 décembre 1972 par décret ministériel, qui concède la ligne pour une durée de 99 ans.
L'exploitation est maintenue temporairement en régie. Le 1er juillet 1974, l’exploitation est confiée par le biais d'une procédure de délégation de service public à la CFTA, filiale du groupe CGEA (renommé Connex puis Veolia Transport jusqu'à sa fusion avec Transdev) qui inaugure l'année suivante les  ateliers de Nice-Lingostière. Le fret ferroviaire en déclin est interrompu en 1977 et la circulation des trains entiers de marchandise est supprimée.
L'essor touristique de la ligne est important, la société confie à une association (GECP) la circulation d'un train à vapeur entre Puget-Théniers et Annot, inaugurée en 1980. L'année suivante, la liaison Alp'Azur (Nice - Genève) est inaugurée et connaîtra un grand succès. Cette même année, un nouveau record est atteint : l'autorail « Soulé » X-351 est enregistré à 115 km/h au cours d'un essai de vitesse dans la basse vallée du Var le 24 octobre 1984. En 1989, la fermeture de la ligne Digne - Saint Auban met un terme à Alp'Azur.
La gare historique de Nice est désaffectée, la ligne est donc raccourcie de 141 mètres au profit d'un nouveau terminus. Les terrains laissés par l'ancienne gare sont récupérés par la commune, officiellement le 22 mars 1993,.
Une importante crue du Var, le 5 novembre 1994, provoque d’importants dégâts, emportant la voie en plusieurs points, notamment à Pont de Gueydan. La circulation est totalement arrêtée pendant 18 mois. La reconstruction est lente mais l'exploitation continue[Comment ?] pendant les travaux jusqu'à l'inauguration du nouveau pont de Gueydan qui permet une remise en service totale le 25 avril 1996.
Le 7 octobre 1999, l’exploitation de la ligne est à nouveau confiée à CFTA pour 15 ans qui change de nom en 2005 pour la Compagnie ferroviaire du Sud de la France (CFSF) en souvenir du nom historique de la compagnie.

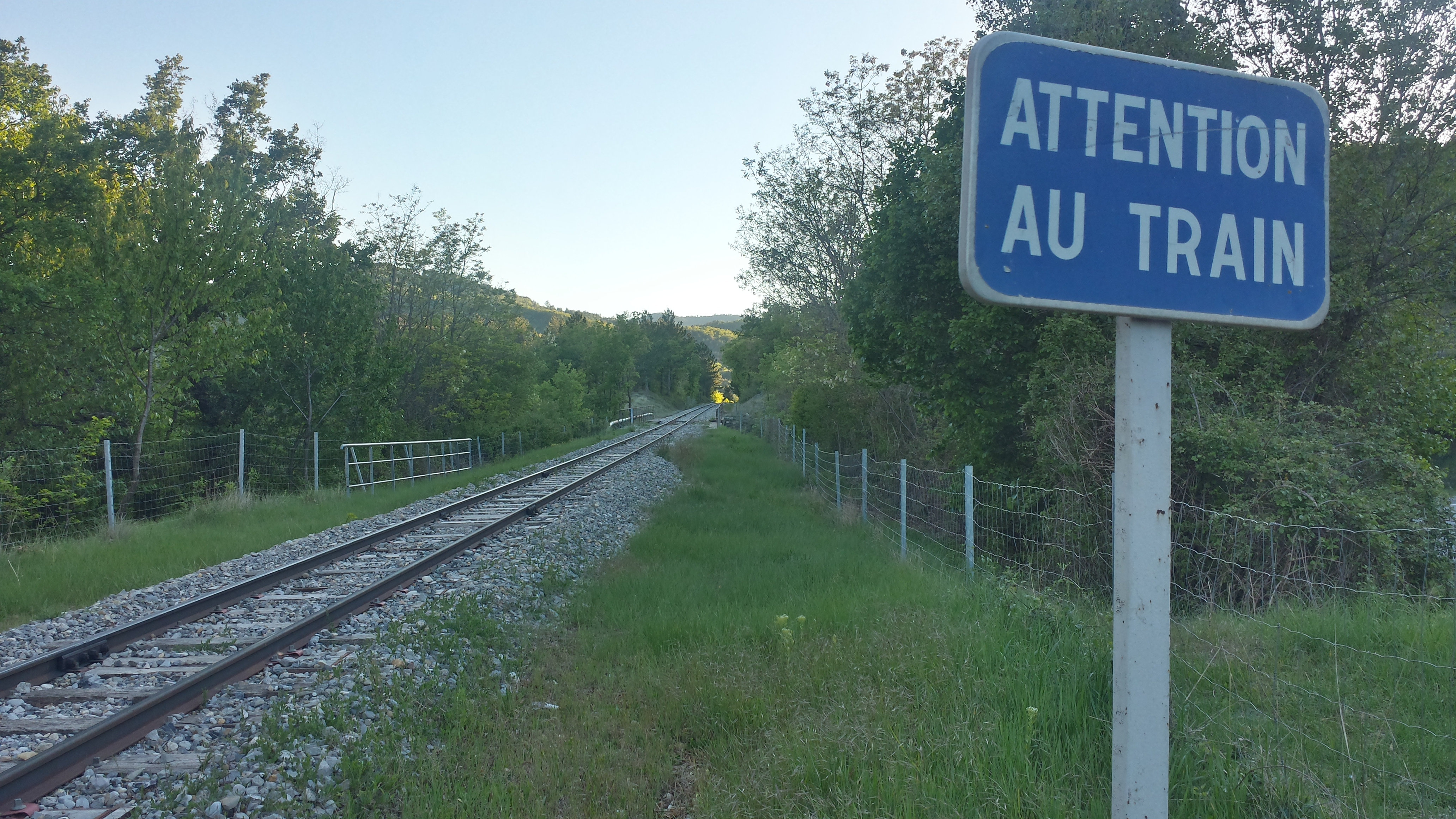
Passage à niveau non gardé au lieu-dit Saint-Andrieu près de Châteauredon (Alpes-de-Haute-Provence).

#### La Région PACA
Le SYMA est remplacé le 1er janvier 2007 par la Région PACA à la suite de l'annulation des délégations de service public par la Cour administrative d'appel de Marseille pour vice de procédure. La Compagnie ferroviaire du Sud de la France (CFSF) conserve l'exploitation de la ligne jusqu'en 2013.
L'expiration de sa concession a eu lieu le 1er janvier 2014. À compter de cette date, la région PACA a repris l'exploitation sous forme de régie directe.
Pour le centenaire de la ligne, La Poste française émet un timbre-poste en l’honneur des Chemins de Fer de Provence - Train des Pignes.
Le service ferroviaire sur la ligne est interrompu entre Saint-André-les-Alpes et Digne depuis février 2019 pour des travaux dans le tunnel de Moriez à la suite d'un éboulement, aucune date de réouverture n'a été avancée. Une navette en car a été mise en place en remplacement.

### Accident du 8 février 2014
Le 8 février 2014, en fin de matinée, un rocher de 36 tonnes percute la motrice de tête d’une rame AMP 800 qui déraille entre les gares d'Annot et de Saint-Benoît,. À cet endroit, le train roule à 30 km/h. La rame accidentée, la 801-802, a été ferraillée début 2020 après récupération des pièces détachées.
L'accident fait deux morts, un blessé grave et huit blessés légers selon le bilan définitif. Le train transportait trente-cinq personnes dont les trois employés de la société,. L’accident a lieu après une période de fortes pluies. Le rocher a emporté les grillages de protection destinés à protéger la voie des chutes de pierre ; il a également emporté plusieurs arbres avant de continuer sa course en contrebas.
Le BEA-TT et l'IRCGN sont chargés des enquêtes avec une reconstitution du lieu en 3D. En décembre 2015 le BEA-TT recommande dans son rapport la mise en place d'une surveillance des talus rocheux surplombant les emprises ferroviaires et routières, au-delà des abords immédiats de la plate-forme, mais considère que ce type d'accident ne peut pas être prévenu raisonnablement par des dispositifs de protection ou de détection, le coût de l'investissement apparaissant disproportionné par rapport au risque.

## Infrastructure

### Installations voyageurs
À Nice, le terminus actuel de la ligne, la gare de Nice CP, se situe à quelques centaines de mètres de la « gare du Sud », gare historique des CP, distincte de la gare SNCF. Ce bâtiment à l'architecture exceptionnelle, avec une verrière classée, provenant du pavillon de la Russie de l'exposition universelle de 1889, a été restauré et converti en bibliothèque-médiathèque inaugurée au début de l'année 2014. Jusqu'en 1939, les CP étaient raccordés au port de Nice par les voies des Tramways de Nice et du Littoral (TNL), le transit des wagons se faisant en gare de Nice-CP. Par cet itinéraire parvenait à Lingostière sur embranchement particulier le charbon destiné à l'usine thermique de la société Énergie électrique du Littoral méditerranéen. L’encombrement des rues de Nice fit disparaître ce service.

Installations d’accueil des voyageurs de la ligne.
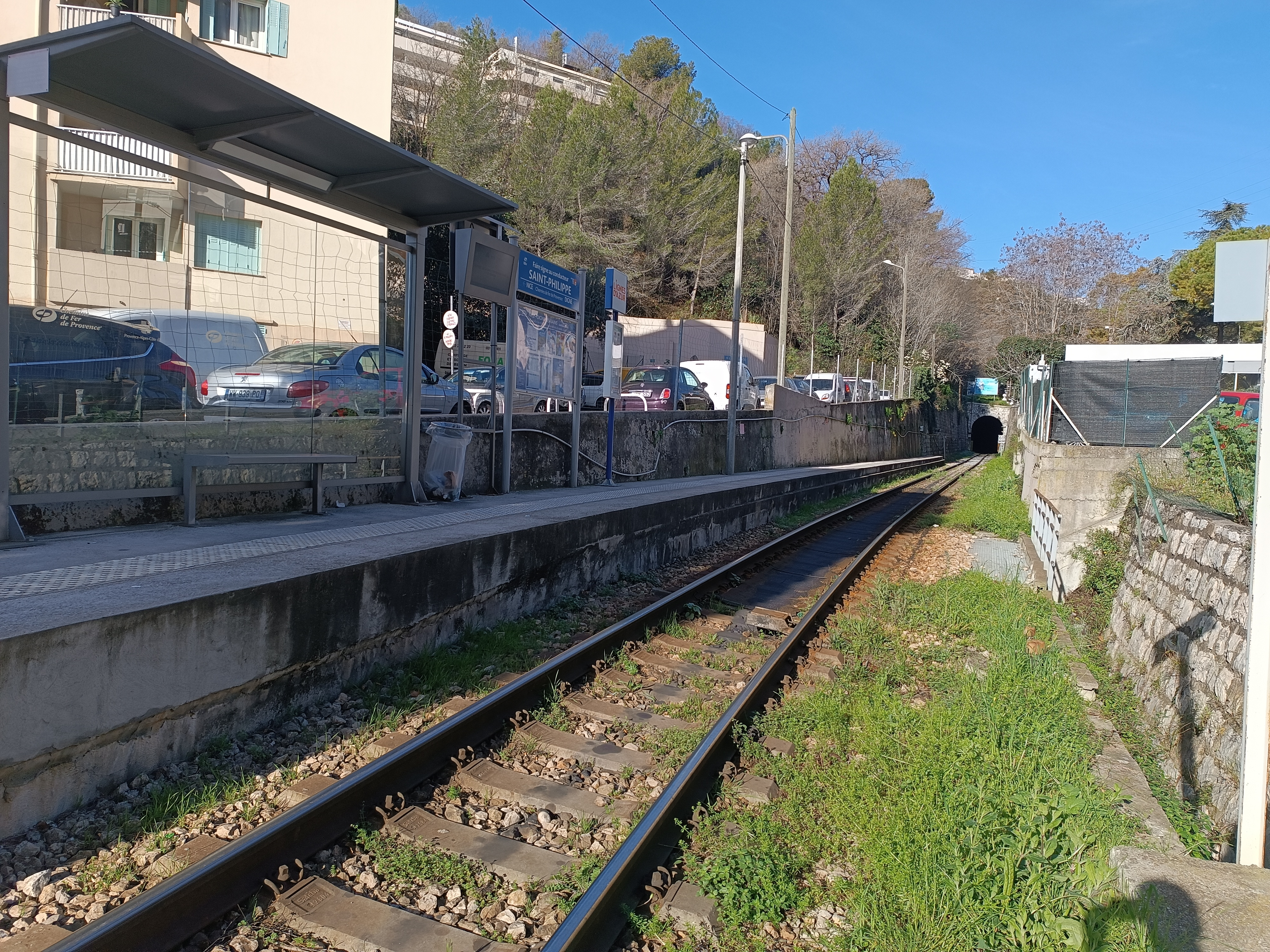
Halte Saint-Philippe.
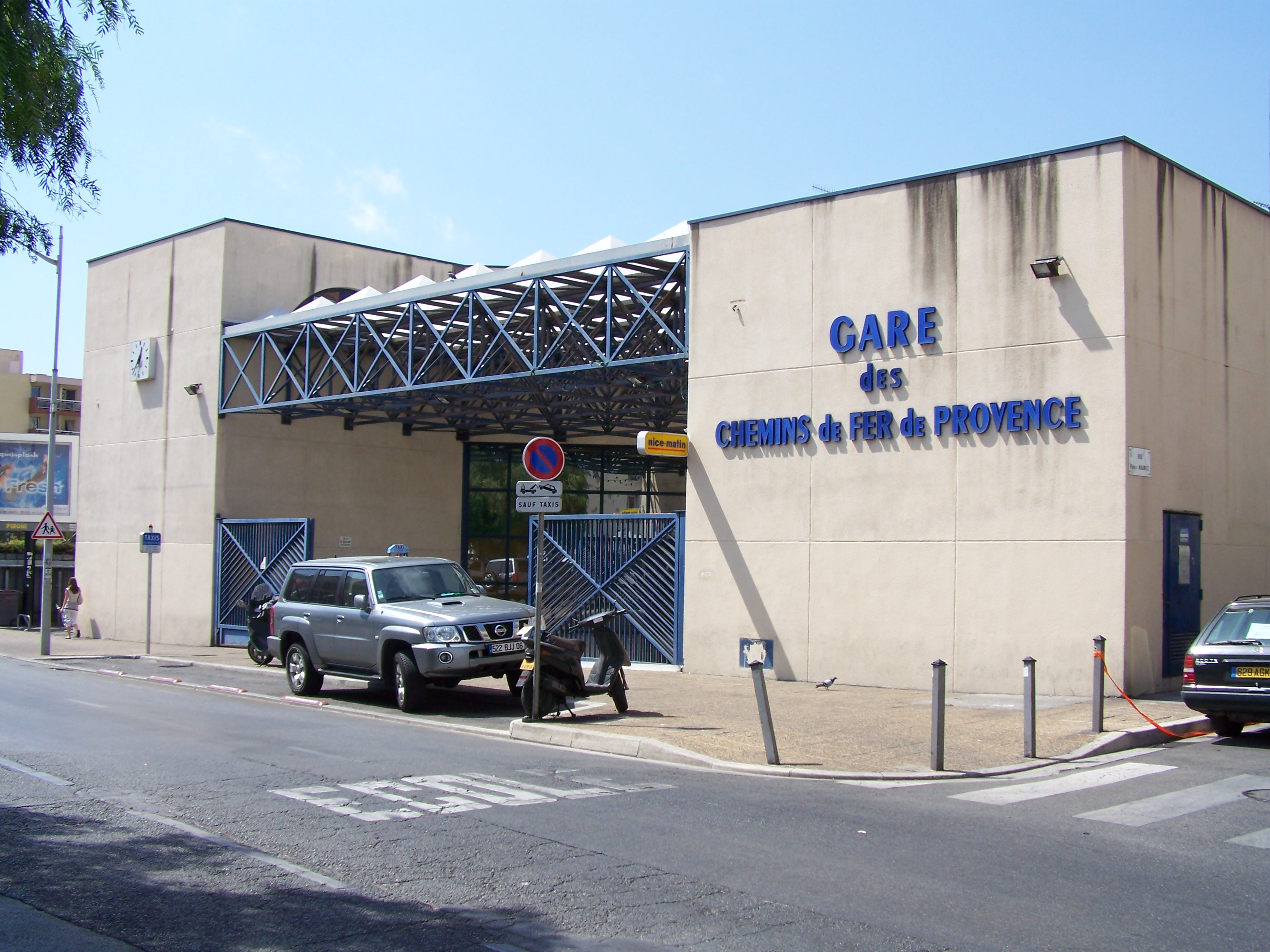
Extérieur du terminus de Nice.
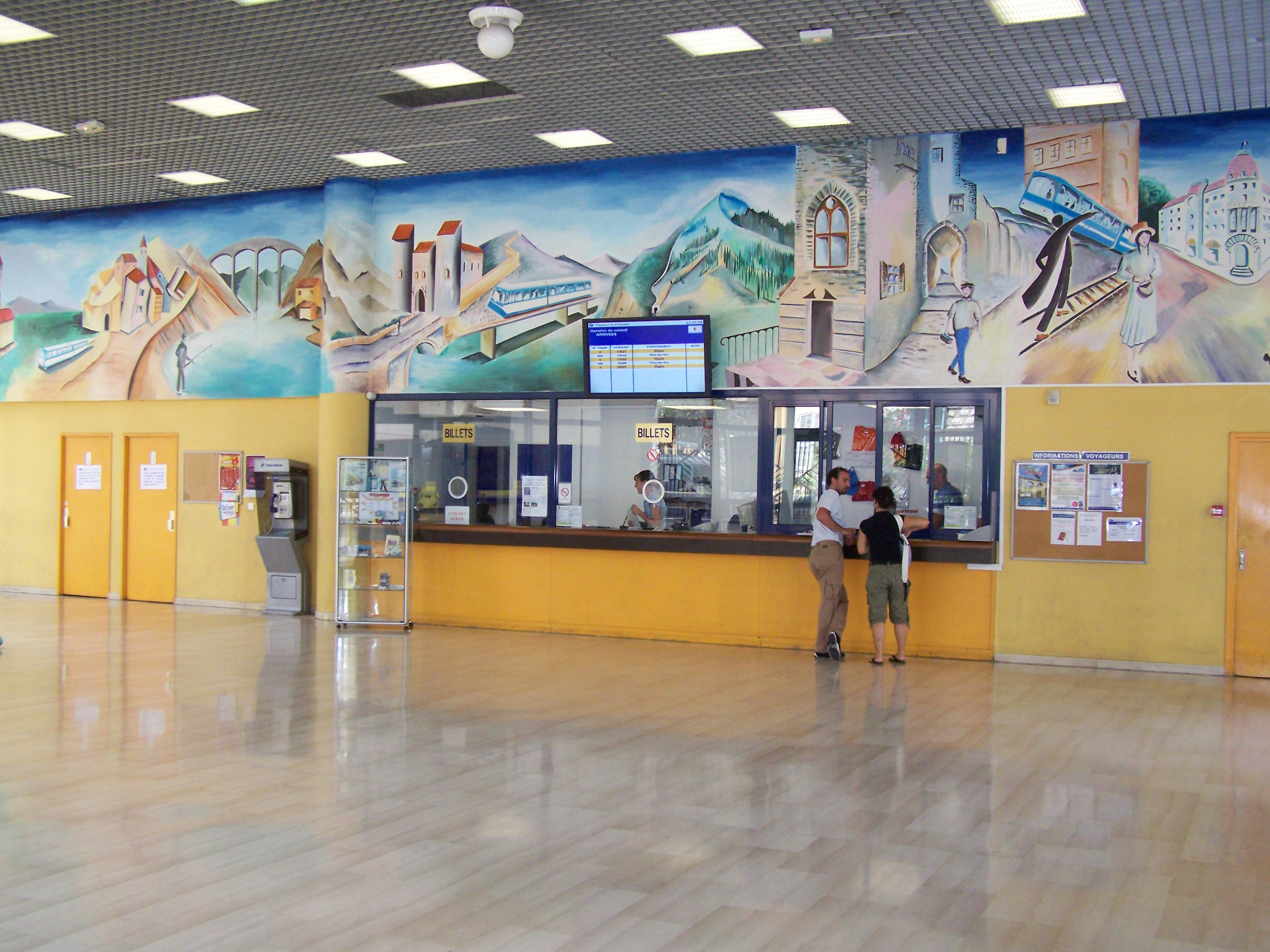
Hall du terminus de Nice.
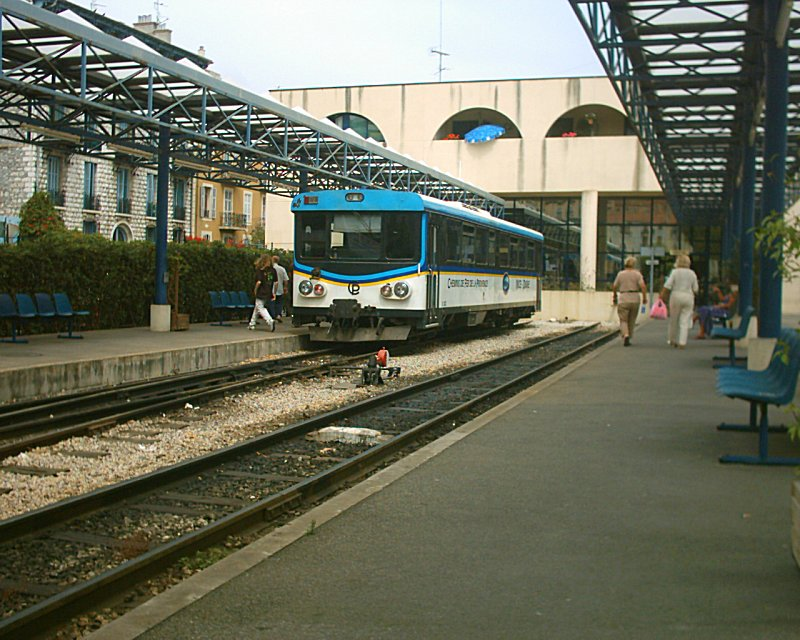
Quais du terminus de Nice.
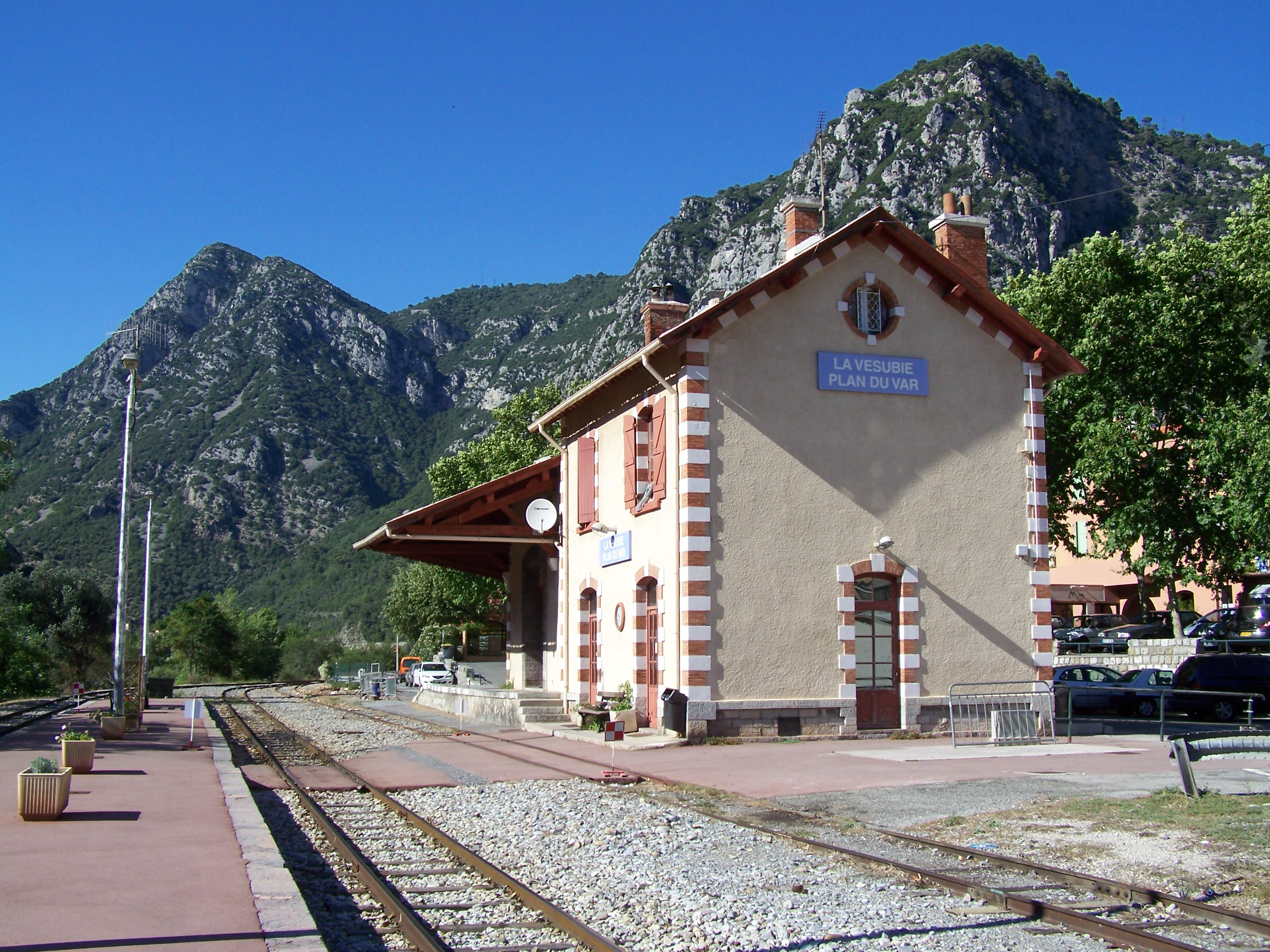
Gare de Plan-du-Var.
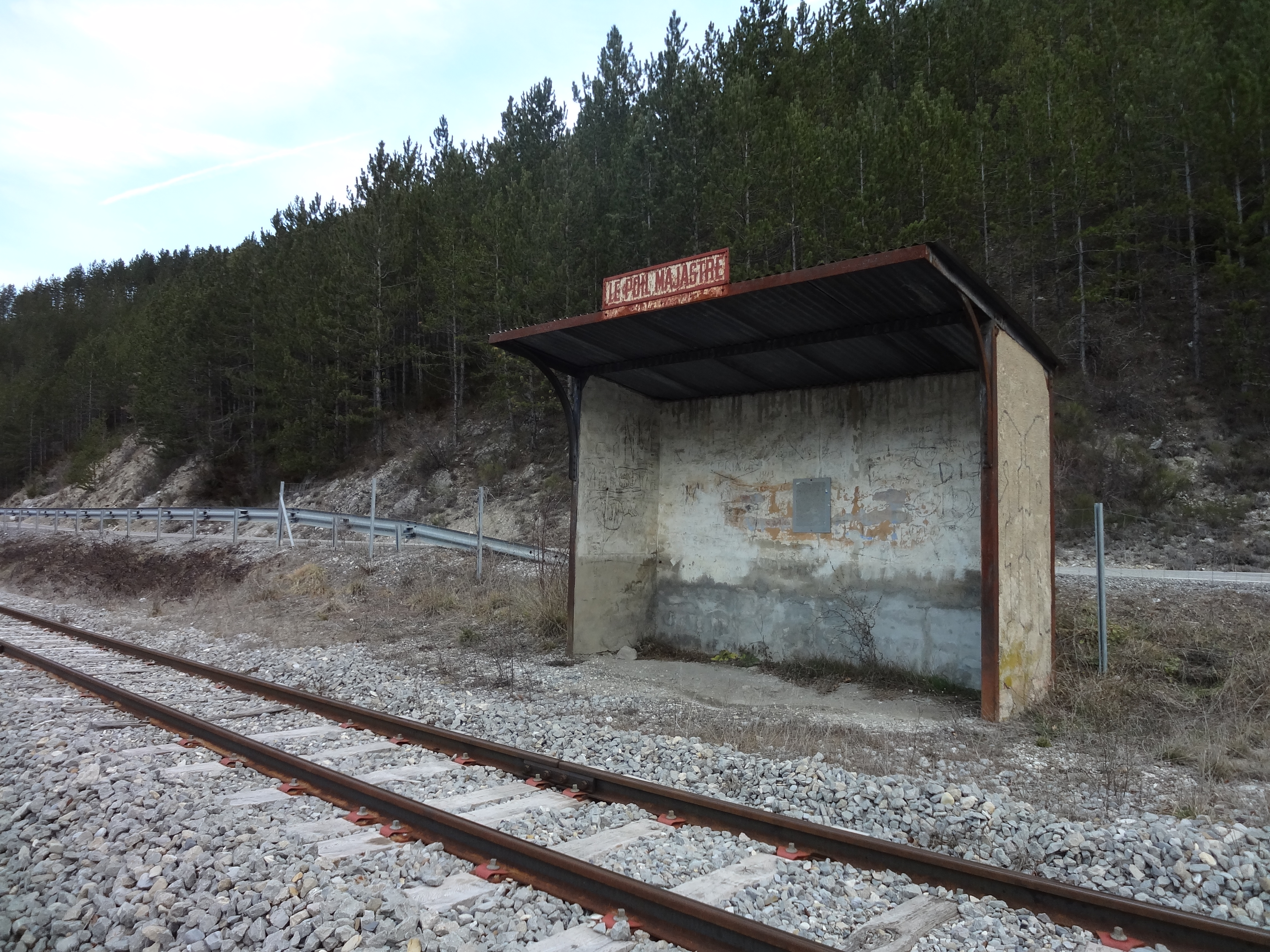
Ancienne halte de Le-Poil-Majastres sur la partie bas-alpine de la ligne.
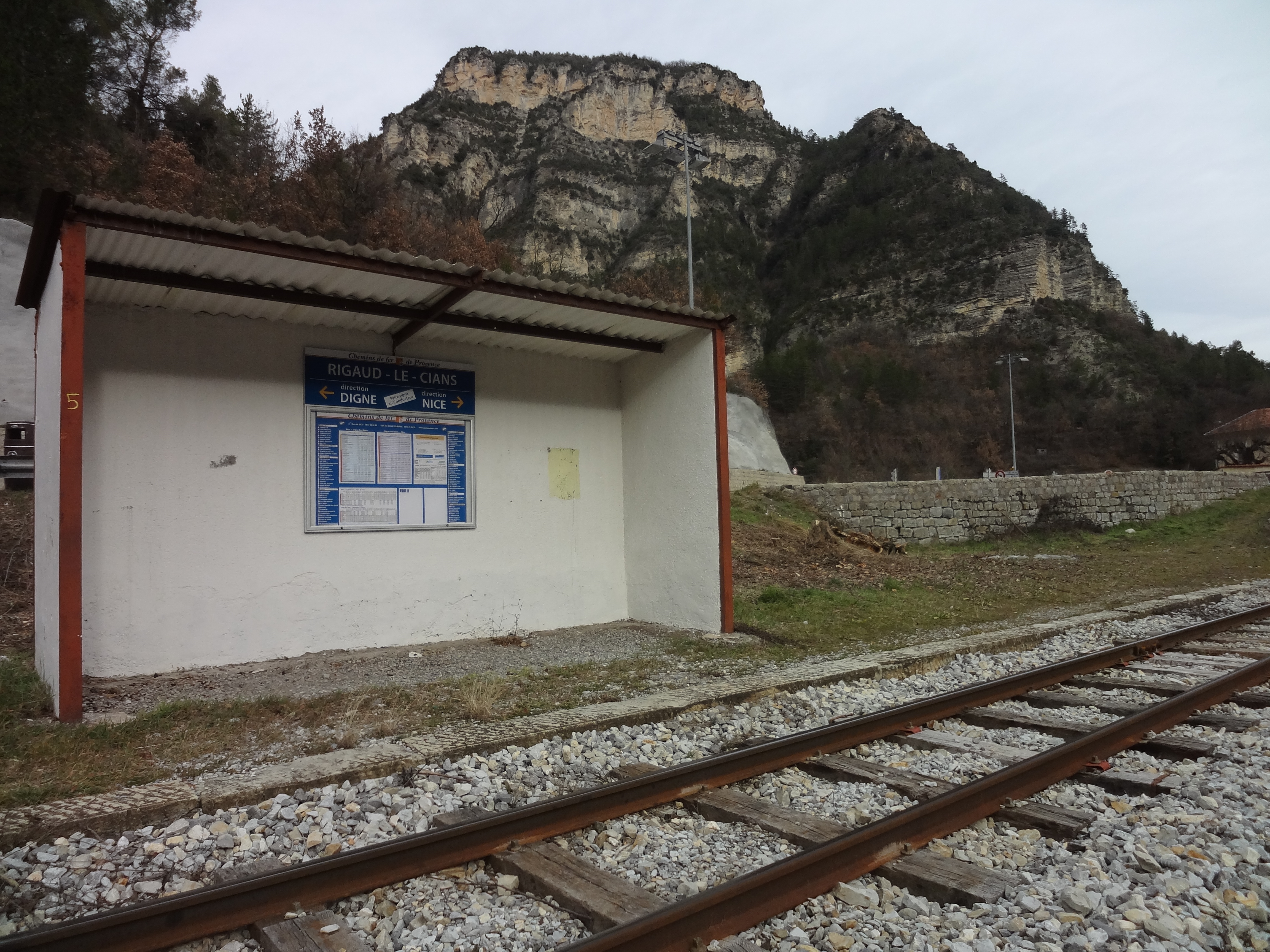
Halte de Rigaud-le-Cians sur la partie de la ligne située dans les Alpes-Maritimes.

### Marchandises
Les principales gares possèdent, outre le bâtiment voyageurs, un hangar permettant de stocker les marchandises, et un quai spécial pour les décharger.

Installations de la gare de Mézel-Châteauredon.
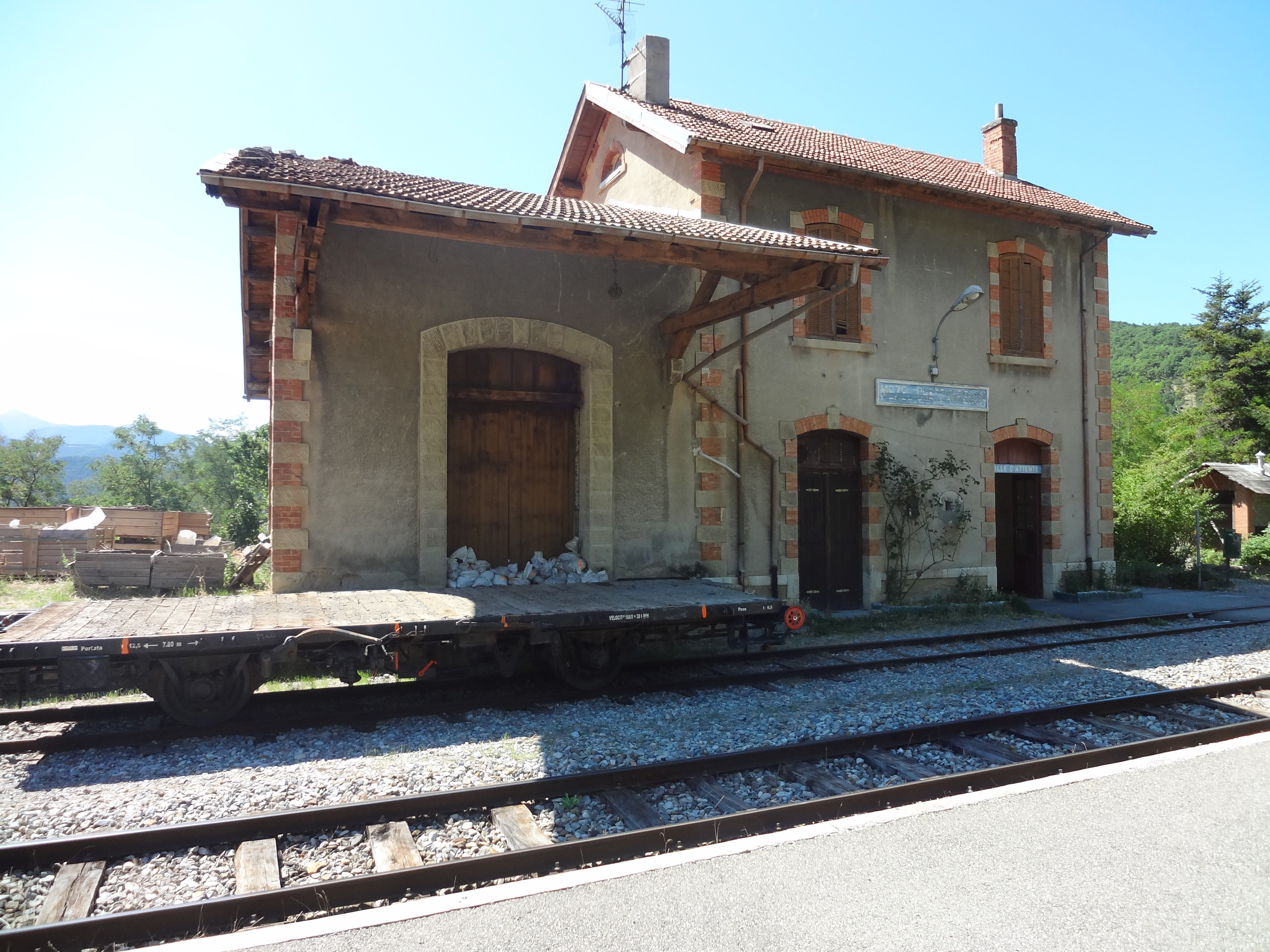
Bâtiment principal, avec hangar à marchandises à gauche.
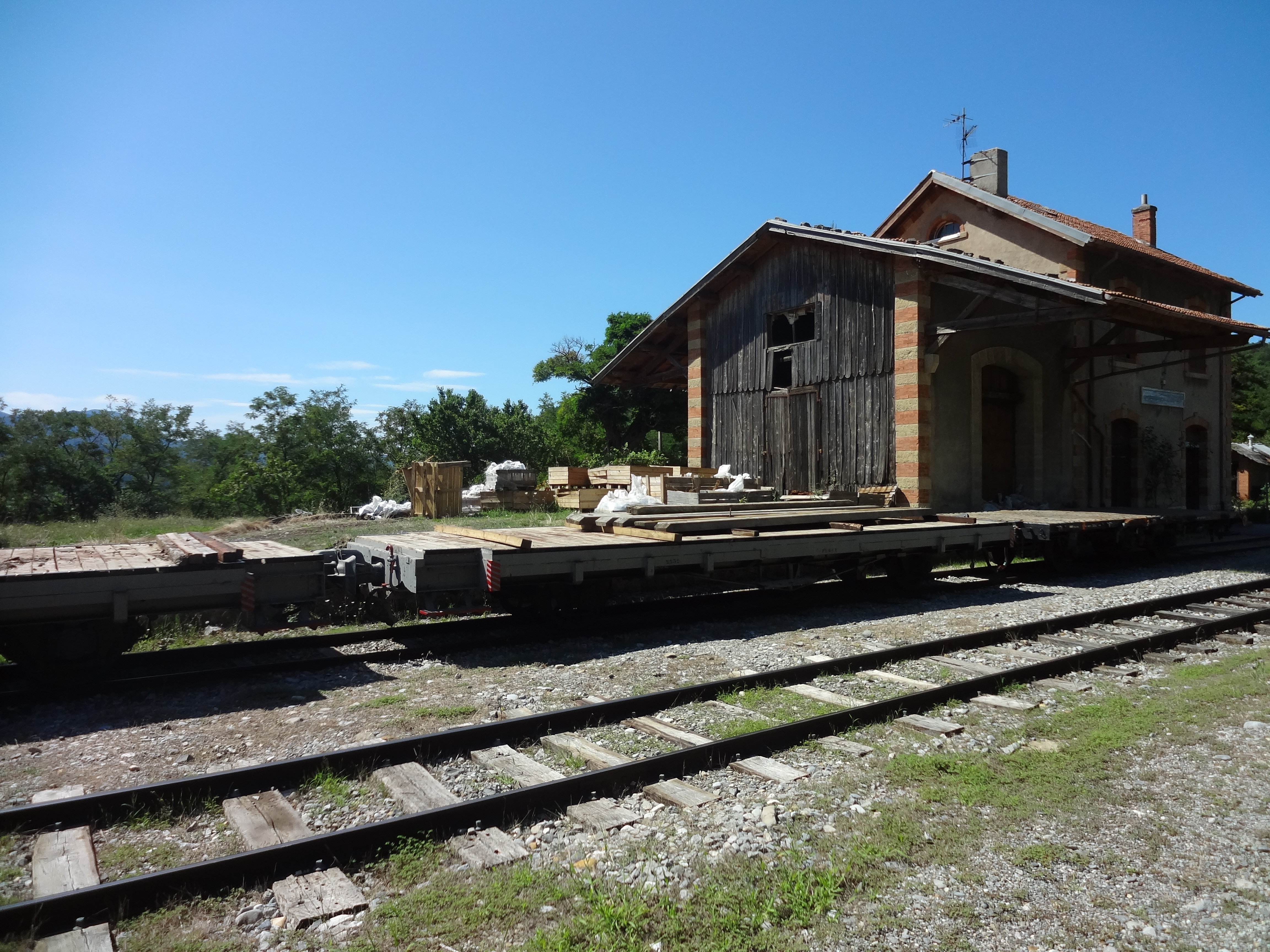
Quai à marchandises et wagons plats.

### Équipement
La ligne est à voie unique sur tout son parcours.
Entre Nice et La Vésubie–Plan-du-Var, la signalisation est lumineuse et commandée depuis Nice à l'aide d'une commande centralisée.
Au delà, la ligne est exploitée sous le régime du cantonnement téléphonique avec une signalisation simplifiée (des pancartes annoncent et repèrent les points singuliers). Certaines gares sont temporaires et ouvertes uniquement en cas de circulations supplémentaires ou de travaux.

### Tracé
La ligne a une longueur de 151 kilomètres. Malgré la voie métrique et le tracé assez dur (rayon des courbes descendant à 150 mètres et quelques rampes à 30 pour mille), la plateforme et les ouvrages d'art ont été prévus à l'origine pour la voie normale. Ce qui fait que les CP ont un gabarit généreux pour une voie métrique. Elle comporte 16 ponts et viaducs, 15 ponts métalliques et 25 tunnels. Le plus long de ceux-ci, le tunnel de la Colle-Saint-Michel, mesure 3 457 mètres de long. À sa sortie en direction de Digne, la ligne atteint son point culminant à 1 023 mètres d'altitude,,. Elle comporte également un tunnel hélicoïdal au Fugeret.

Ouvrages d’art sur la ligne.
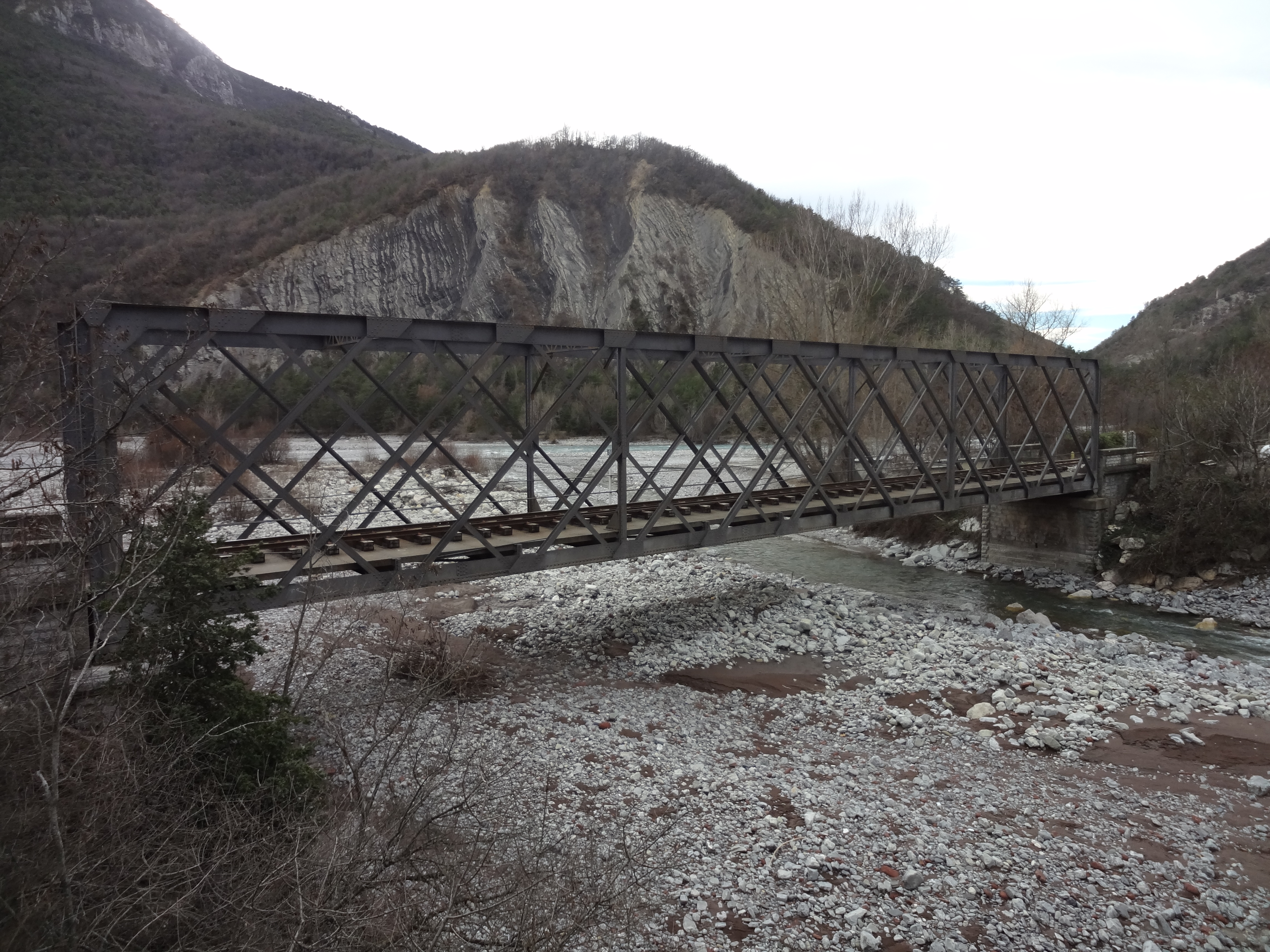
Pont métallique sur le Cians (40 m).
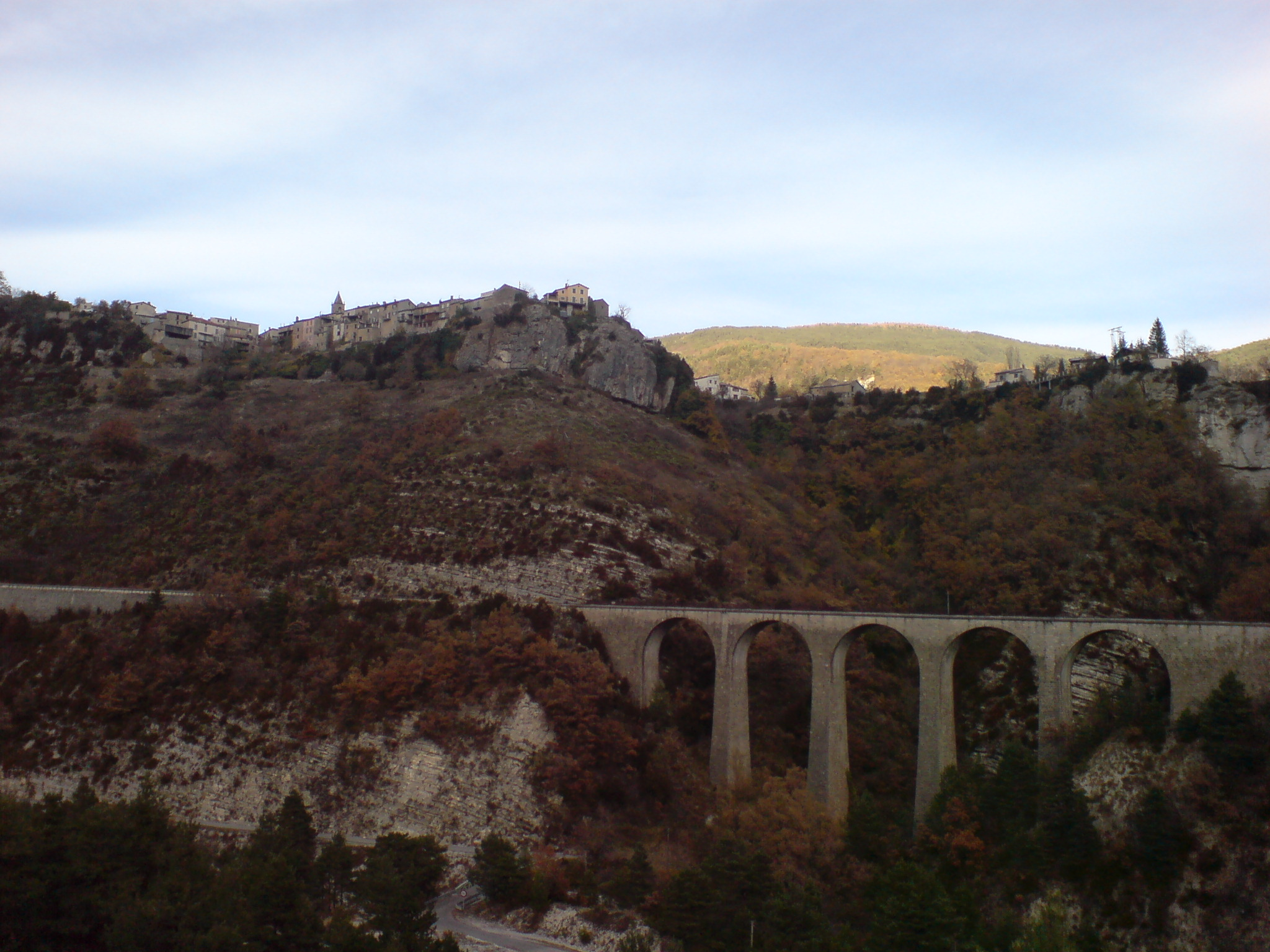
Viaduc de la Guillaumasse à Méailles (121 m).
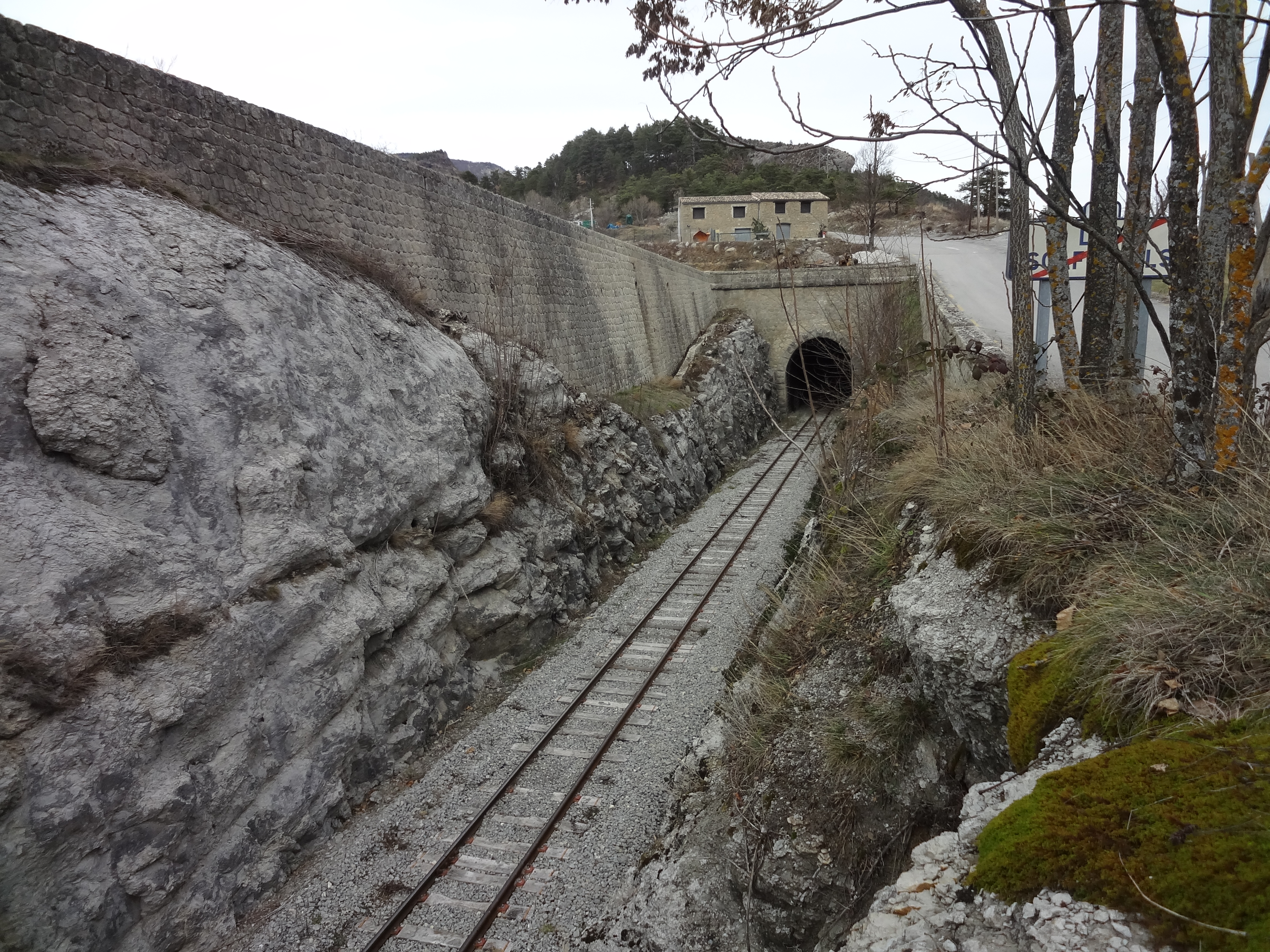
Tranchée d’entrée ouest du tunnel des Scaffarels (379 m).
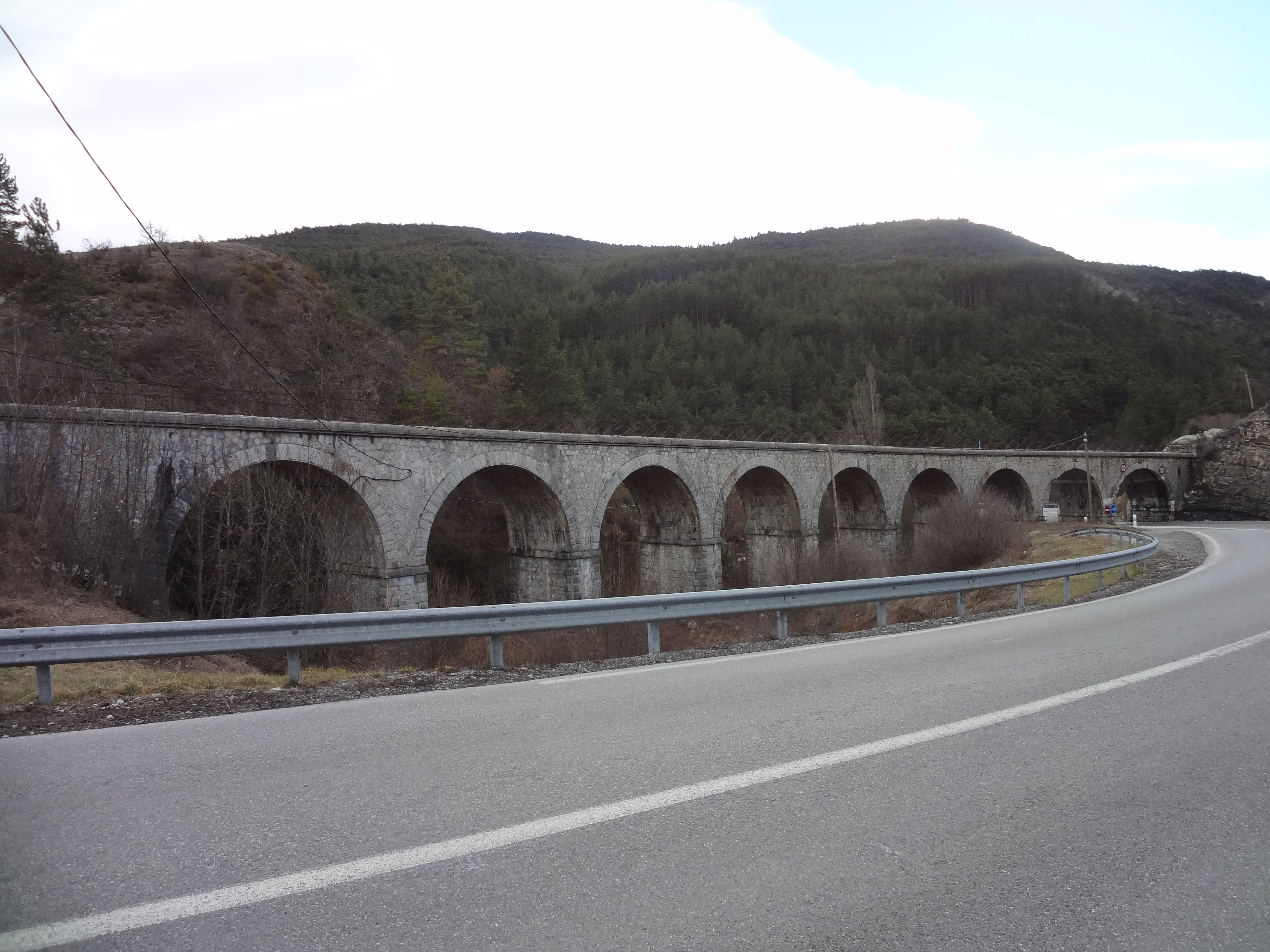
Viaduc de Moriez (109 m).
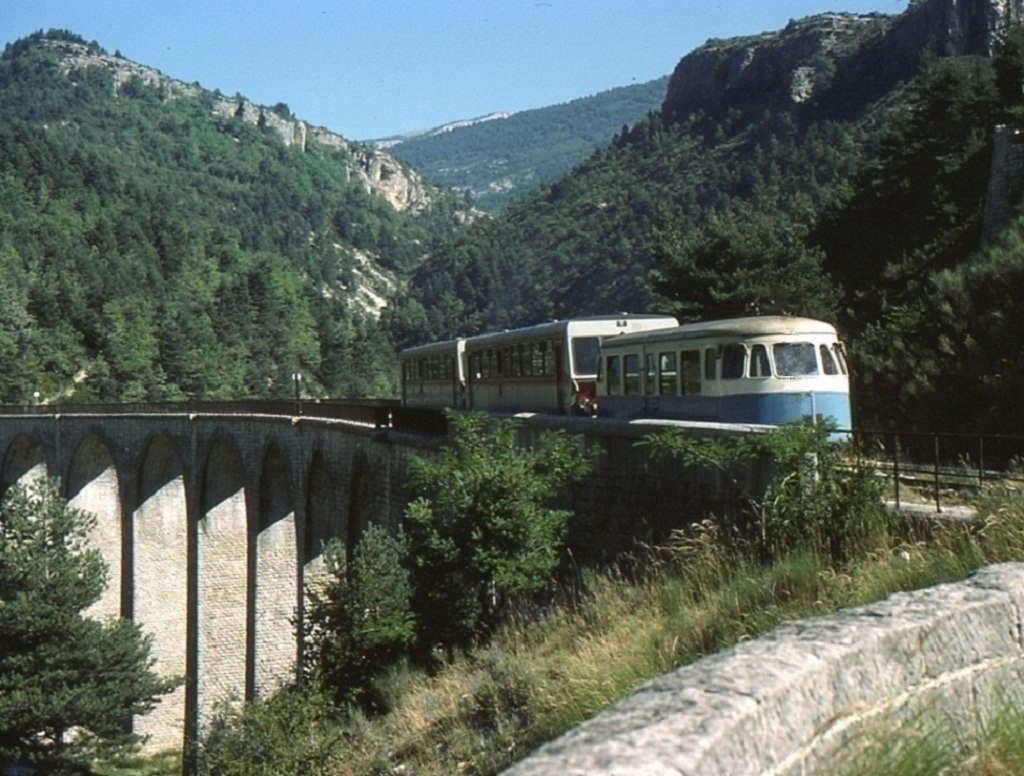
Train Nice-Digne abordant le viaduc sur le ravin de la Maouna (après Méailles).

## Exploitation

### Service
Le service est assuré par 140 employés.
La ligne assure un service de transport de colis et de voyageurs :
- interurbain, entre Nice et Digne, avec correspondance à Thorame-Haute pour le Val d'Allos en période de ski ; ce service a une forte coloration touristique.
- un service urbain entre la gare de Nice-CP et Plan-du-Var.
- des trains à vapeur en saison d'été entre Puget-Théniers et Annot (tractés par une machine classée monument historique).

Cela représente:
- quatre allers-retours quotidiens entre Nice et Digne-les-Bains (durée moyenne du trajet : 3h20)[40],[41] ;
- vingt-quatre navettes quotidiennes entre Nice et Colomars-La Manda (durée moyenne du trajet : 25 min)[42],[43] ;
- quinze arrêts réguliers sur la ligne ;
- quarante-huit arrêts facultatifs le long de la ligne ;
- dix-sept arrêts possibles au départ de sentiers de randonnée ;
- des trains privatifs à la demande ;
- 479 936 personnes transportées en 2006, pour une recette d'exploitation de 1 650 360 euros. L'évolution du nombre de passagers et du tonnage de marchandises transportées au fil du temps est donnée sur le site des CCCP[19] : les records furent de 1 014 327 passagers en 1943 (avec le minimum en 1970 : 143 652 passagers) et de 336 710 tonnes de marchandises en 1926.

### Matériel roulant
Les Chemins de fer de Provence disposent, pour le transport des voyageurs, d'un parc de matériel roulant moteur composé de, :
- six autorails CFD de type SY à 48 places chacun (quatre mis en service en 1972 et deux en 1977)[45] ;
- une rame Soulé-Garnéro de 120 places mise en service en octobre 1984. Au cours d'essais en ligne sur une voie rénovée dans la basse vallée du Var, elle a atteint la vitesse de 115 km/h le 26 octobre 1984, ce qui constitue vraisemblablement le record de vitesse sur voie métrique en France métropolitaine[46] ;
- une rame réversible de 120 places rénovée dans les ateliers du CP en septembre 2006 ;
- deux autorails AMP 801/802 - 803/804 (AMP : Autorail Métrique de Provence) livré en 2010 (commande passée en 2006[47], et deux rames AMP 805/806 - 807/808. Ces autorails reprennent les mêmes principes que les autorails AMG 800 de la Corse[48],[49] ou de la Tunisie, tout en étant adaptés aux besoins spécifiques du réseau des Chemins de fer de Provence[50]. La rame 801-802 a été ferraillée début 2020 après récupération des pièces détachées à la suite de l'accident ayant eu lieu le 8 février[28].

Les CP disposaient en 2005 pour les trains spéciaux de voyageurs de :
- deux locomotives Brissonneau & Lotz datant de 1951[52] ;
- quatre voitures AT métalliques construites en 1949 sur le châssis d’anciennes voitures en bois ;
- deux voitures Appenzell construites en 1948, rénovées en 2004 et acquises d’occasion par les CP en juillet 2004 ;
- une remorque-pilote « Grey », remorque-pilote voyageurs à bogies de marque Soulé-Garnéro et acquise d’occasion en avril 2005.

Les CP disposaient en 2020 pour les trains de marchandises et de services de :
- une locomotive Henschel (BB 1200), dont la vitesse est limitée à 25 km/h pour ne pas abîmer les voies[53] ;
- deux draisines Matisa ;
- deux remorques à messagerie Billard, dont l’une recarrossée Garnéro ;
- d’un certain nombre de wagons couverts (série G), plats (série L), tombereaux (série E) et wagons de service de voie (série F).
- une locomotive BB Diesel-hydraulique d'une puissance de 560 kW pour une tare de 52 t, construite en 2019 par Socofer et livrée au mois de janvier 2020[54].

Pour l'entretien des voies, les CP dispose aussi d'une bourreuse-niveleuse et d'une régaleuse, toutes les deux de marque Matisa.
Trois locomotives à Vapeur :
- 230T E 327 ex-Réseau Breton,  Classé MH (1987)[56], propriété de la FACS et gérée par le groupe d’étude pour les chemins de fer de Provence (GECP)[57]. Locomotive actuellement arrêtée[58].
- 120+030T E 211 type Mallet, ex-CF Val du Vouga des chemins de fer du Portugal,  Classé MH (1992)[59], et propriété du GECP. Locomotive en service[60], circule certains week-end de mai à octobre.
- 120+030T E 182 type Mallet, construite en 1923 par Henschel pour la Compagnie des chemins de fer de Porto à Póvoa e Famalicão (pt), puis chemins de fer du Portugal, arrivée le 6 mars 2020[61], en attente de restauration.

Le matériel est entretenu dans l'atelier principal situé à la gare de Nice-Lingostière par une douzaine de techniciens qualifiés, pouvant procéder à des opérations de réhabilitation complète, d'entretien, de réparation du parc ferroviaire. La vétusté du matériel est cependant devenue une source de pannes à répétition et de perturbations du service...

Matériel roulant
Autorail CFD et remorque Billard pour Nice en 1979 à Barrême.
Autorail CFD pour Digne quittant Méailles en 1979.
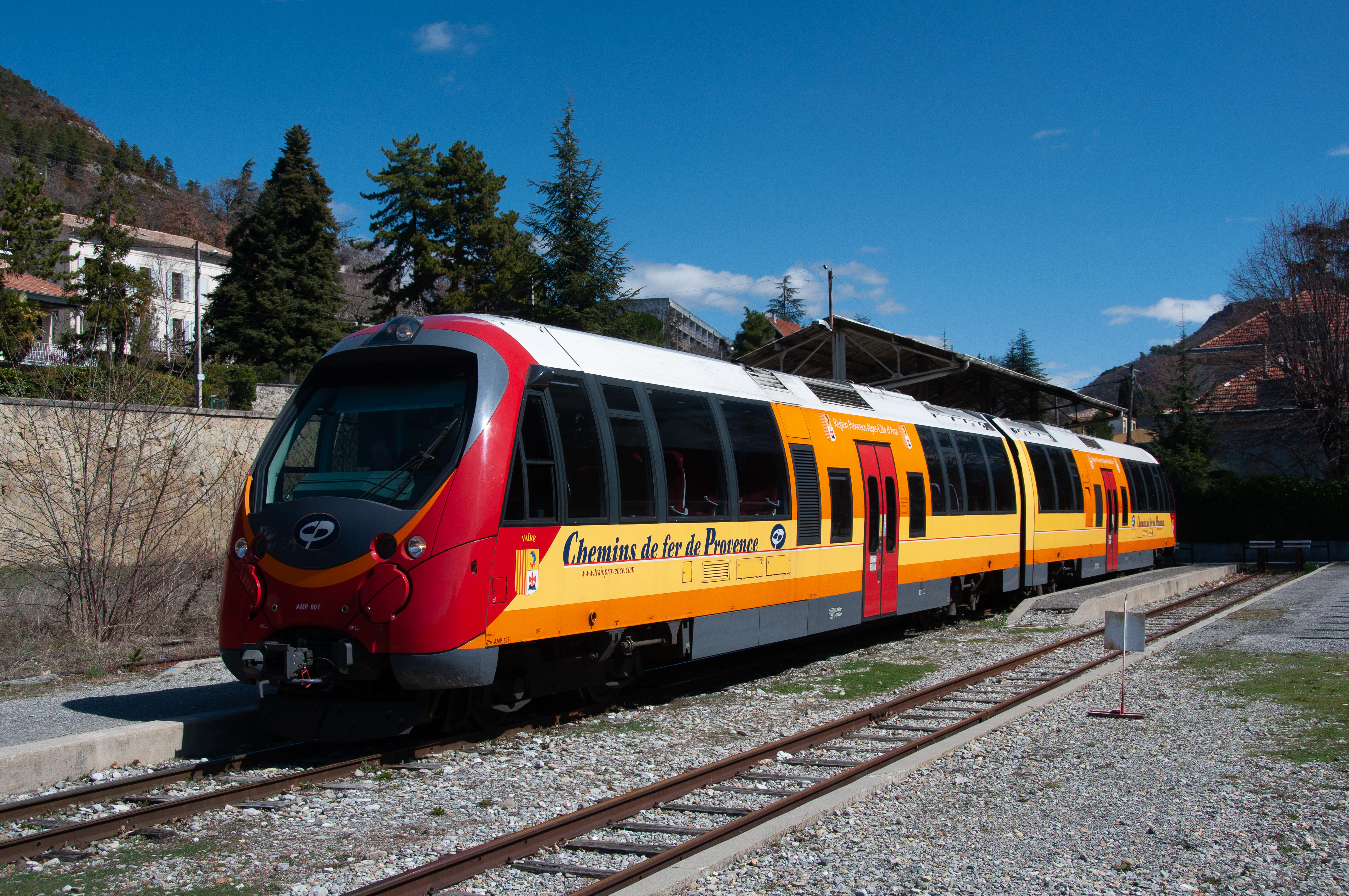
Autorail AMP 800 à Digne-les-Bains le 31 mars 2013.
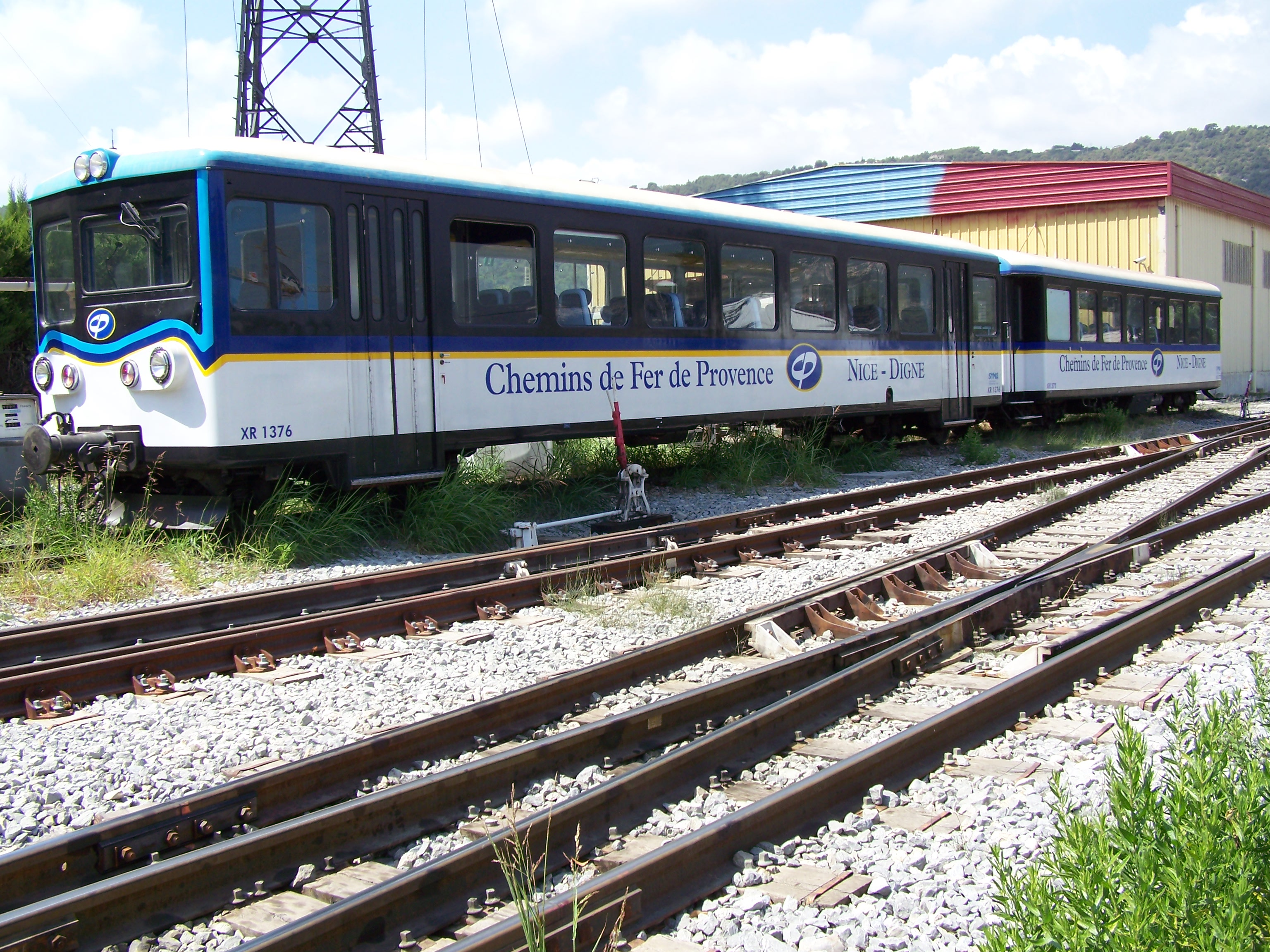
Rame réversible rénovée en 2006.
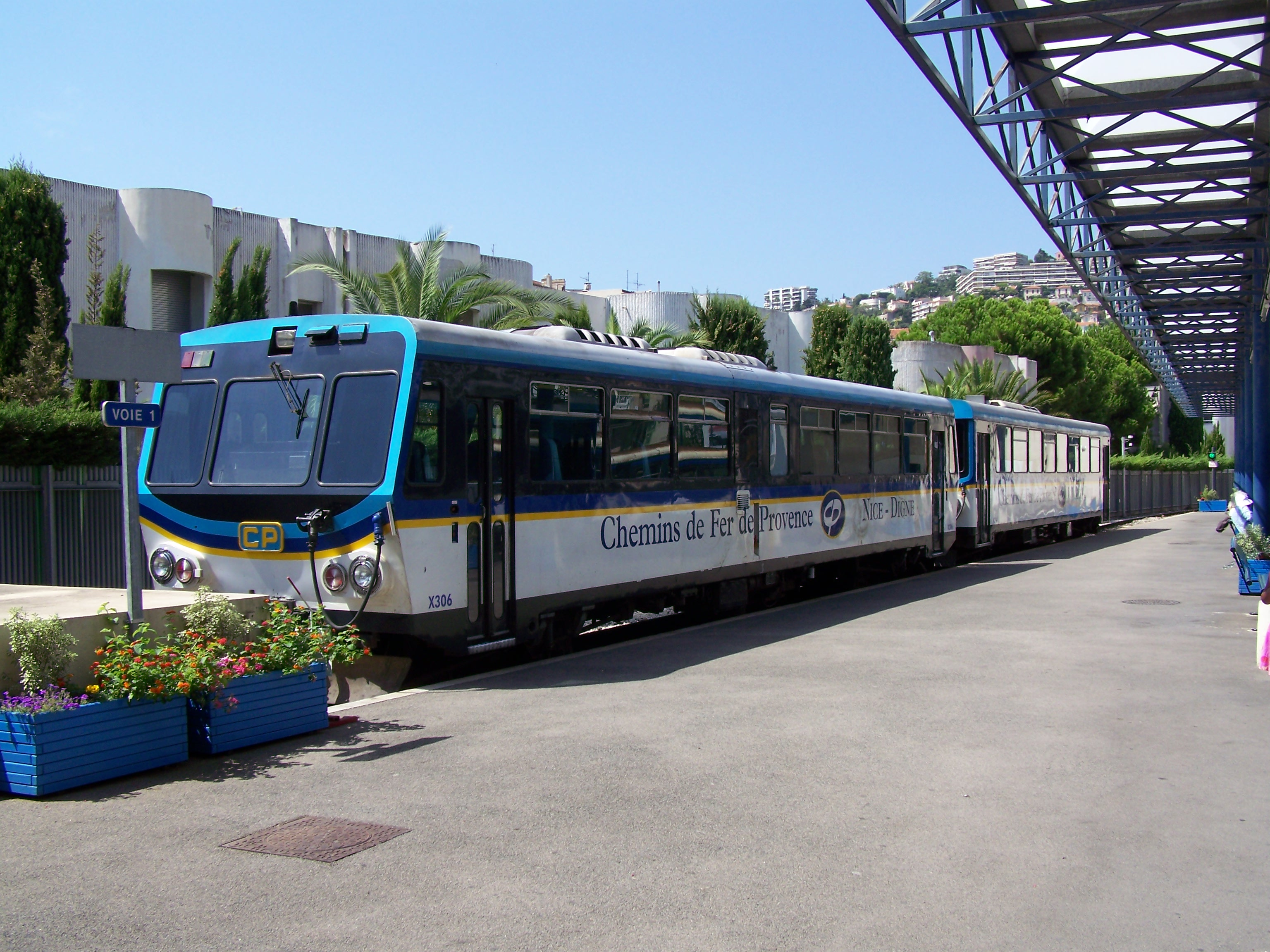
Autorail CFD X306 de 1977.
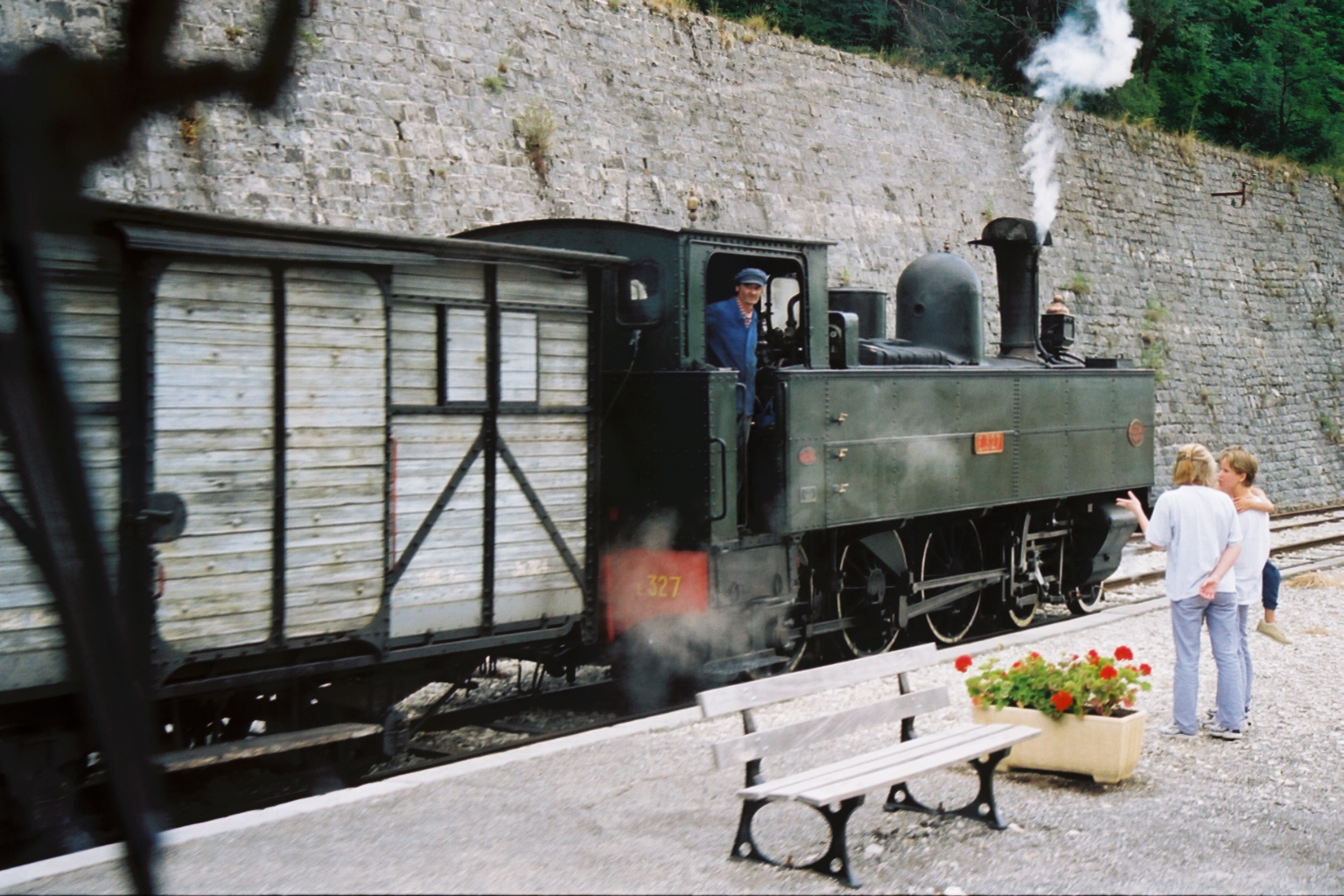
Locomotive à vapeur 230T E 327 ex-Réseau Breton.

### Gestionnaire
La ligne (le domaine) appartient à l'État et est classée d'intérêt général (et non local), tout en ne faisant pas partie du réseau ferré national.
Elle a d'abord été concédée à la Compagnie des chemins de fer du Sud de la France (SF) de 1888 à 1925, puis des Chemins de fer de Provence (CP) de 1925 à 1933. Du fait des difficultés financières de cette société, l'État a repris son exploitation en régie directe assurée par le service départemental Ponts et Chaussée de 1933 à 1974.
En raison du souhait de l'État de se désengager de la gestion quotidienne de la ligne, une collectivité territoriale, le SYMA (Syndicat Mixte Méditerranée Alpes), en a reçu la concession pour une durée de 99 ans à compter de 1972. Le SYMA était constitué par le regroupement de la région PACA, du département des Alpes-Maritimes, du département des Alpes-de-Haute-Provence, de la ville de Nice et de la ville de Digne-les-Bains.
Depuis 1974, les Chemins de fer et transport automobile (CFTA) sont chargés de l'exploitation de la ligne ferroviaire reliant Nice à Digne-les-Bains.
La responsabilité est renouvelée le 1er juillet 2005 par la signature d'une convention de délégation de service public d'une durée de huit ans avec le SYMA présidé par Gérard Piel (vice-président du Conseil régional chargé des Transports et des Communications), qui a demandé à CFTA de créer la Compagnie ferroviaire du Sud de la France (CFSF) – Chemins de fer de Provence (CP).
Depuis le 1er janvier 2007, la région PACA (Provence-Alpes-Côte d'Azur) prend en compte l'infrastructure des chemins de fer de Provence, ligne étant toujours propriété de l’État. En conséquence le SYMA a disparu. Le représentant de la Région PACA est toujours Gérard Piel, vice-président de la région Provence-Alpes-Côte d'Azur, délégué aux transports et conseiller municipal d'Antibes.
La Région PACA a confié à partir du 1er janvier après appel d'offres, l'exploitation des Chemins de fer de Provence à la CFTA qui est une filiale de Veolia Transport dans le cadre d'une délégation de service public pour une durée de 8 ans.
Le 29 octobre 2012, les conseillers régionaux ont voté à l'unanimité le passage en régie à l'expiration de la concession, le 1er janvier 2014 de l'exploitation de la ligne Nice-Digne, avec un statut d'Établissement public industriel et commercial.

## Projet
Depuis 1975, un projet de desserte de la rive droite du Var et de la zone industrielle de Carros est évoqué. Une nouvelle et récente étude envisage différentes solutions pour retenir finalement une traversée du fleuve au sud à la hauteur de Lingostière, un pôle d'échanges à la Manda et une retraversée du Var en aval du confluent avec l'Estéron.